# Padmé Amidala
Padmé Amidala és un personatge de l'univers fictici de La Guerra de les Galàxies.
Va començar la seva carrera política a una edat extremadament jove. Als 14 anys ja era reina del planeta Naboo i va haver d'afrontar una de les situacions més tenses que el verd planeta havia sofert en segles. Va vèncer la Federació de Comerç amb l'ajuda dels Gungan consolidant una digna victòria per al seu planeta, demostrant que els exèrcits androides de Nute Gunray no eren oponents per als Naboo. Padmé acostumava a usar cimbells en situacions perilloses. Sabé era una de les seves cinc dames acompanyants de la reina, ella prenia el lloc d'Amidala, permetent que la reina s'ocultés entre les altres dames. D'aquesta manera la veritable reina romania segura en situacions tenses. Entre les altres dames de companyia a part de Sabé es trobaven: Eirtae, Yane, Rabe i Sache.
Una vegada finalitzat el seu segon període consecutiu de govern va prendre el lloc de senadora de Naboo davant de la República Galàctica i es va traslladar a Coruscant, deixant el càrrec a la reina Jamillia. Deu anys després de la Batalla de Naboo, va sofrir certs atemptats politics on va morir Cordé, una de les seves dames de companyia que servia d'esquer. Després d'un altre atac fallit perpetrat per Zam Wesell (amb l'ajut d'un ASN-121), va ser rescatada per Anakin Skywalker i Obi-Wan Kenobi, que van acabar resolent el conflicte. Durant la seva estada a Coruscant, Padmé tenia una dama de companyia que es va tornar la seva amiga i confident: Dormé. Ella es va quedar al costat del representant Jar Jar Binks i el Capità Typho quan Padmé va viatjar a Naboo en companyia d'Anakin Skywalker. Temps després Amidala va ser al coliseu d'Execució de Geonosis, on gairebé perd la vida, però novament aconsegueix sortir airosa.
Un parell d'anys després, acabant les Guerres Clon, Padmé va donar a llum un parell de bessons: Luke Skywalker i la Princesa Leia Organa. Ambdós van ser separats dels seus pares i van créixer en famílies diferents, per ser protegits. Finalment Padmé va morir deixant orfes de mare als seus dos fills. Anakin Skywalker no va arribar a saber que la seva esposa va morir en donar a llum, ja que L'Emperador li va dir que ell l'havia matat en el seu moment de fúria.
Una contradicció en la història de La Guerra de les Galàxies és que, a la trilogia original, la princesa Leia diu que recorda la seva mare com una dona "bonica, amable, però molt trista". Tanmateix, sembla difícil que Leia pugui recordar la seva mare, ja que va morir durant el seu naixement.